# 한덕화학
한덕화학은 반도체 및 디스플레이용 현상액(TMAH) 전문 제조기업이다.

## 관련 뉴스
롯데정밀화학은 한덕화학 보유주식을 롯데케미칼에 처분했다고 25일 공시했다.
한덕화학은 롯데정밀화학 계열회사로, 롯데정밀화학은 한덕화학 지분 50%를 보유하고 있다. 이번에 처분하는 주식수는 22만5000주로, 처분금액은 686억8100만원 규모다.
롯데정밀화학 관계자는 "공정거래법상 행위제한 규정에 따라 롯데지주 출범 후 만 2년까지 증손자회사를 정리해야하기 때문에 보유주식을 롯데케미칼에 처분하는 것"이라고 설명했다.
한덕화학은 반도체 현상액 원료인 테트라메틸 암모늄 하이드로옥사이드(TMAH)를 제조하는 화학업체다.